# Стево Глоговац
Стеван „Стево“ Глоговац (Билећа, 9. јануар 1973) је бивши српски фудбалер.

## Каријера
Фудбалом је почео да се бави као деветогодишњак у пионирима Херцеговца из Билеће. Пре доласка у Звезду играо је за Звездару од 1992. до 1997. и Рад од 1997. до 1999. године.
За Звезду је од 1999. до 2002. године одиграо 78 званичних утакмица и постигао три гола. Учествовао је у освајању две шампионске титуле 2000. и 2001. и два национална купа 2000. и 2002. године. Био је члан Звездине одбрамбене линије у ротацији тренера Славољуба Муслина, која је у сезонама 1999/00. и 2000/01. примила далеко најмање голова од свих клубова у шампионату (1999/00: 19 голова у 40 утакмица, а 2000/01: 20 примљених погодака у 34 меча).
У првој сезони у црвено-белом дресу одиграо је 24 меча у првенству, а исти број утакмица забележио је и у наредној сезони уз три постигнута гола, од којих је један био победоносни против Железника (2:1) у претпоследњем колу. Била је то сјајна генерација Црвене звезде, која у домаћем фудбалу није знала за пораз у 51 узастопном мечу (од 3. новембра 1999. до 31. марта 2001. године). Имали су и рекордну серију од 23 узастопне победе у првенству од 1. марта до 23. септембра 2000. године и 23 узастопне победе у свим такмичењима од 1. марта до 26. јула 2000. године.
Глоговац се истицао борбеношћу, а био је омиљен код Звездине публике и између осталог што је често после победа скидао дрес који је бацао навијачима. Стево је играо у европским окршајима против Динама из Кијева, Лестера, Селте, Леверкузена…
Каријеру је наставио у руском Анжију из Махачкале 2002. године, а наступао је још и за Земун (од 2003. до 2006), Бежанију (2006/07) и Вождовац (2007/08), где је и завршио играчку каријеру. Касније се отиснуо у тренерске воде, и у сезони 2009/10 предводио Палилулац.

## Трофеји

### Црвена звезда
- Првенство СР Југославије (2) : 1999/00, 2000/01.
- Куп СР Југославије (2) : 1999/00, 2001/02.